# Phasia latifrons
Phasia latifrons är en tvåvingeart som först beskrevs av Paramonov 1958.  Phasia latifrons ingår i släktet Phasia och familjen parasitflugor. Inga underarter finns listade i Catalogue of Life.